# Nakina River
Der Nakina River ist der rechte Quellfluss des Taku River in der kanadischen Provinz British Columbia.

## Flusslauf
Der Nakina River bildet den Abfluss des Nakina Lake. Er durchfließt das Stikine Plateau in einem weiten Bogen. Anfangs fließt er in östlicher Richtung, dann in nördlicher und schließlich in westlicher Richtung. Zirka 15 km vor seiner Mündung mündet der wasserreiche rechte Nebenfluss Sloko River in den Nakina River. Dieser in nordöstlicher Richtung strömende Fluss wird von Gletschern des Juneau Icefield gespeist. Nach etwa 110 km trifft der Nakina River schließlich auf den von Süden kommenden Inklin River, mit dem er sich zum Taku River vereinigt. 